# Wedding Album
Wedding Album este ultimul dintr-o succesiune de trei albume experimentale realizate de John Lennon și Yoko Ono. Lansat în 1969, albumul constă în două melodii, câte una pe fiecare față a discului.

## Tracklist
1. "John & Yoko" (22:41)
2. "Amsterdam" (24:54)

- Toate piesele au fost scrise de John Lennon și Yoko Ono